# Pierzchowice (Długomiłowice)
Pierzchowice – dawna część wsi Długomiłowice w Polsce, w województwie opolskim, w powiecie kędzierzyńsko-kozielskim, w gminie Reńska Wieś.  Miejscowość zniesiona 1 stycznia 2017.

## Historia
Od końca XVIII w. wieś posiadała własną pieczęć gminną, na której wizerunku przedstawiono drzewo.